# Boettgeria crispa
Boettgeria crispa là một loài ốc đất liền thân nhỏ, kéo dài, hô hấp trên cạn, là động vật thân mềm chân bụng có phổi sống trên cạn trong họ Clausiliidae, tất cả đều có một cơ quan gọi là clausilium.
Đây là loài đặc hữu của Bồ Đào Nha. Môi trường sống tự nhiên của chúng là các khu rừng ôn hòa. Nó bị đe dọa do mất môi trường sống.